# Паркерсберг (Пенсилванија)
Паркерсберг (енгл. Parkesburg) град је у америчкој савезној држави Пенсилванија.

## Демографија
По попису из 2010. године број становника је 3.593, што је 220 (6,5%) становника више него 2000. године.
| Група             | 2000.         | 2010.         |
| Белци             | 2.988 (88,6%) | 2.914 (81,1%) |
| Афроамериканци    | 232 (6,9%)    | 322 (9,0%)    |
| Азијати           | 5 (0,1%)      | 12 (0,3%)     |
| Хиспаноамериканци | 127 (3,8%)    | 271 (7,5%)    |
| Укупно            | 3.373         | 3.593         |